# John Erik Riley
John Erik Riley (født 12. juli 1970 i USA) er en norsk forfatter.

## Udgivelser

### Skønlitteratur
- Ikoner i et vindu, eller Sagatid, fortællinger, 1995.
- Vandrehistorier, noveller, 1999.
- Mølleland, noveller og kortprosa, 2001.
- Vandrehistorier ; Mølleland ; Forventning. Nye og reviderte tekster, 2004.

### Essay
- En spissformulering, 1996.
- Blår, 2006.

### Rejsebog
- San Francisco – en reise, én vei, med familie, 2003.